# Wailebe
Wailebe is een bestuurslaag in het regentschap Flores Timur van de provincie Oost-Nusa Tenggara, Indonesië. Wailebe telt 277 inwoners (volkstelling 2010).